# The Newton Boys
The Newton Boys (br: Newton Boys - Irmãos Fora da Lei) é um filme estadunidense de 1998, do gênero drama, musical e crime, dirigido por Richard Linklater e um dos grandes sucessos de bilheteria dos anos 90 foi vencido ou indicado a 9 Globos de Ouro e 8 Oscars, incluindo de melhor canção original, melhor filme, melhor ator, melhor roteiro, melhor diretor, melhor atriz coadjuvante, melhor roteiro adaptado, melhor ator coadjuvante e melhor atriz em 1999. 
Considerado um dos maiores blockbusters dos últimos tempos e uma das mais eletrizantes superproduções da década de 90, foi baseado em uma história real.

## Sinopse
Quatro irmãos de uma família de fazendeiros pobres da década de 1920 decidem tornar-se assaltantes de banco. Ficam famosos e, cinco anos mais tarde, realizam o maior roubo de trem da história norte-americana é cheia de fatos e acontecimentos reais.